# 진주형
진주형(陳柱亨, 1994년 11월 24일 ~ )는 대한민국의 배우이다.

## 학력
- 건국대학교

## 출연작

### 드라마
- 2012년 KBS2 드라마스페셜 연작 시리즈 《시리우스》 ... 병택 역
- 2012년 MBC 주말 특별기획 드라마 《스캔들: 매우 충격적이고 부도덕한 사건》 ... 구 형사 역
- 2014년 KBS2 수목 미니시리즈 《아이언맨》 ... 정준 역
- 2015년 O'Iive 화요 미니시리즈 《유미의 방》 ... 허연남 역
- 2016년 tvN 금토 미니시리즈 《신데렐라와 네명의 기사》
- 2016년 KBS2 월화 미니시리즈 《화랑》 ... 장현 역
- 2017년 SBS 드라마스페셜 《수상한 파트너》 ... 고찬호 역
- 2017년 tvN 주말 미니시리즈 《명불허전》 ... 박 회장의 아들 역 (우정출연)
- 2018년 KBS1 일일드라마 《내일도 맑음》 ... 이한결 역
- 2023년 MBC 일일드라마 《하늘의 인연》 ... 문도현 역 (본작의 진 최종 보스)
- 2023년 네이버 TV 웹 드라마 《로스트 홈》
- 2024년 KBS2 일일드라마 《스캔들》 ... 김석기 역

### 영화
- 2011년 청소년 장편영화 《꿈》
- 2012년 《구국의 강철대오》
- 2012년 《자칼이 온다》 ... 도서관남 역
- 2012년 《수목장》 ... 정훈 아역
- 2013년 《닥터》 ... 배달남 역
- 2018년 《라라》 ... 형식 역

## 광고
- 2011년 K-Swiss 봄 시즌 모델
- 2012년 뉴발란스 데이라이프 광고 모델
- 2015년 현대그룹 광고 모델
- 2015년 LG유플러스 광고 모델
- 2015년 K wave 6월호
- 2016년 불멸의전사2 위너스 광고 모델

## 수상 및 후보
| 연도 | 시상식                       | 부문                           | 작품        | 결과 |
| ---- | ---------------------------- | ------------------------------ | ----------- | ---- |
| 2018 | 제3회 아시아 아티스트 어워즈 | 배우부문 포커스상              | 빈칸        | 수상 |
| 2018 | KBS 연기대상                 | 남자 신인연기상                | 내일도 맑음 | 후보 |
| 2024 | KBS 연기대상                 | 일일드라마부문 남자 우수연기상 | 스캔들      | 후보 |
| 2024 | KBS 연기대상                 | 남자 인기상                    | 스캔들      | 후보 |